# Walram III. (Ligny und St. Pol)
Walram III. von Luxemburg (Valéran de Luxembourg; * um 1357 in Saint-Pol-sur-Ternoise; † 12. April 1415 im Château d’Ivoy in Carignan) war Graf von Saint-Pol und Ligny, Herr  von Roussy und Beauvoir von 1371 bis 1415. Er war der Sohn von Guido von Luxemburg, Graf von Ligny, und Mahaut de Châtillon, Gräfin von Saint-Pol.
Er trat in den Dienst des französischen Königs Karl V., geriet aber in englische Gefangenschaft, während der er Maud Holland († 1392) heiratete, Tochter von Thomas Holland, 1. Earl of Kent und Joan of Kent, der Mutter König Richards II., Witwe von Hugo von Courtenay. Ihre Tochter war Johanna von Luxemburg († 1407), die spätere Ehefrau von Anton von Burgund (1384–1415), Herzog von Brabant und Limburg.
Nach dem Tod seiner Frau heiratete er 1393 Bona von Bar († 1400), Tochter von Robert I., Herzog von Bar und Maria von Frankreich. Diese Ehe blieb kinderlos.
König Karl VI. beauftragte ihn mit den Verhandlungen zum Vertrag von London (1396) und machte ihn im Jahr darauf zum Gouverneur von Genua.
Während der Krankheit des Königs machte ihn Johann Ohnefurcht, Herzog von Burgund, dessen treuer Gefolgsmann er war, 1402 zum Grand Maître des eaux et forêts, im Jahr 1410 machte er ihn zum Militärgouverneur von Paris, im gleichen Jahr zum Bouteillier de France (königlicher Mundschenk) und am 5. März 1412 zum Connétable von Frankreich. Walram etablierte in Paris die Miliz der Écorcheurs, kämpfte mehrmals gegen die Armagnacs in der Normandie. 1413 mussten Bourguignons und damit auch Walram Paris verlassen. Er starb kurze Zeit später. Sein Nachfolger wurde der jüngere Sohn seiner Tochter, Philipp von Saint-Pol.